# Schubkurbel

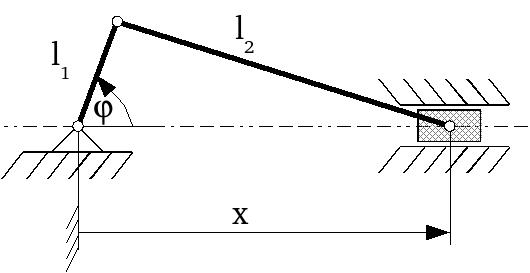
Getriebeglieder der Schubkurbel

Schubkurbel im Ottomotor

Schubkurbel, animiert: blaue Pfeile = Geschwindigkeitsvektoren von Massepunkten

Die Schubkurbel (das Schubkurbelgetriebe) ist das häufigste  der in der Schubkurbelkette zusammengefassten Koppelgetriebe. 
Sie dient dazu, eine Drehbewegung  in eine oszillierende  Schubbewegung oder umgekehrt umzuformen. Die Bewegung des Kolbens x(φ)  errechnet sich zu (s. nebenstehende Abbildung):
{\displaystyle x=l_{1}\cdot \cos \varphi +l_{2}\cdot {\sqrt {1-\left({\frac {l_{1}}{l_{2}}}\right)^{2}\cdot \sin ^{2}\varphi }}}
Das Schubstangenverhältnis {\displaystyle {\frac {l_{1}}{l_{2}}}} wird auch mit λ bezeichnet.
Falls für dieses
{\displaystyle \lambda ={\frac {l_{1}}{l_{2}}}\ll 1}
gilt, dann vereinfacht sich die obige Formel zu:
{\displaystyle x=l_{1}\cdot \cos \varphi +l_{2}}
Die bekannteste Anwendung der Schubkurbel ist der Kolbenmotor. Das Schubglied ist der Kolben, der sich im Zylinder hin und her bewegt. Die Koppel ist das Pleuel, das den Kolben  mit der rotierenden Kurbelwelle verbindet. Schon länger gab es Kolbenpumpen und Dampfmaschinen mit Schubkurbel.